# Regan Øst
Regeringsanlæg Østdanmark (forkortet REGAN ØST) er en samlebetegnelse for to bunkeranlæg i Nordsjælland: BOC1 (nedlukket oktober 2013) ved Gurre og BOC2 ved Hellebæk, begge beliggende i Helsingør Kommune.
Regan Øst er bygget med henblik på at kunne fungere som opholds- og arbejdsplads for dele af regeringen, kongehuset og centraladministrationen i tilfælde af et truende militært angreb på Danmark. Der findes et tilsvarende anlæg i Rold Skov kaldet Regan Vest.
De to regeringsanlæg var primært tænkt som krisestyringsinstrumenter, som skulle sikre, at den danske regering og centraladministration ikke med ét slag kunne sættes ud af funktion, men kunne få tid til bl.a. at tilkalde militære forstærkninger fra andre NATO-lande.
I 1977 blev det besluttet, at en begrænset del af centraladministrationen ved udbrud af en national krise eller krig skulle flyttes til henholdsvis REGAN ØST og REGAN VEST sammen med regeringen idet det tilstræbes, at de to centraladministrationer var tilstrækkeligt store og ens opbyggede. Anlæggene blev derefter benævnt ”Østre Centraladministration” og ”Vestre Centraladministration”. Centraladministrationen i dét anlæg, hvor statsministeren valgte at tage ophold, blev samtidig landets ”Aktuelle centraladministration”. Centraladministrationen i det andet udflytningsanlæg benævntes derfor landets ”Alternative centraladministration”. Den alternative centraladministration skulle følge med i og holde sig underrettet om situationen med henblik på at kunne overtage funktionen som aktuel centraladministration, såfremt funktionen blev flyttet til det pågældende anlæg eller såfremt den aktuelle centraladministration blev bragt ud af funktion.
Det ene anlæg ville således som udgangspunkt rumme dronningen/kongen, statsministeren, forsvarschefen, forsvarsministeren, udenrigsministeren samt chefen for efterretningstjenesterne, rigspolitichefen og chefen for beredskabsstyrelsen m.fl.
Det andet anlæg ville som en start rumme kronprinsen, vicestatsministeren, chefen for Forsvarsstaben m.fl.
Den operative krigsførelse skulle ikke foregå fra regeringsanlæggene, der er et rent civilt anlæg. Alligevel var det hensigten, at Forsvarsministeriet under en udflytning skulle medbringe forsvarsministeren, forsvarschefen, de øverste embedsmænd fra Forsvarskommandoen og ministeriet samt flere af de i en krise eller krig centrale øvrige myndigheder – Hjemmeværnskommandoen, Forsvarets Efterretningstjeneste og Farvandsvæsenet.
Disse skulle være med i anlægget som militær rådgiver for regeringen og for at kunne drøfte operative forhold med regeringen og centraladministrationen. Operativ krigsførelse ville ske fra NATO’s bunker i Finderup Øvelsesterræn ved Viborg.
REGAN ØST har kun været bemandet i forbindelse med beredskabsøvelser og da ikke med det "rigtige" personel. Bunkeren blev bygget til at skulle benyttes i et koldkrigsscenarie, som nu ikke længere er aktuelt.

## BOC1
BOC1-bunkeren ("Gurrebunkeren") er bygget i årene 1958 til 1961 og er placeret i skoven Krogenberg Hegn i Nordsjælland. Anlægget dækker 670 kvadratmeter i to etager og kan rumme 50 personer. Strukturen er beskyttet af et metertykt lag sand, en 1,75 meter tyk ottekantet betonkappe ('skilpaddeskjold') og endelig to meter jord. I slutningen af 70'erne skiftede bunkeren status til supplementsbunker, da BOC2 blev færdig.
Mellem 1977 og 2007 blev bunkeren anvendt som en del af telekommunikationssystemet National Long-Lines Agency (NALLA), der var en del af beredskabet og NATO-samarbejdet under den kolde krig.
Fra 2007 til 2011 har Beredskabsstyrelsen udlejet bunkeren til et privat kommunikationsfirma, men pr. oktober 2013 nedlukkes bunkeren efter, at bunkeren for første gang har været åben for publikum tre dage i efterårsferien.
I forbindelse med renovering af bunkeren, blev den i efteråret 1993 udsmykket af billedkunstneren Poul Gernes.

## BOC2
BOC2 blev bygget i 1970'erne og taget i brug 1978. Bunkeren er en konventionel firkantet underjordisk betonbunker i tre etager. I den nederste etage er der teknik, og i den øverste er der opholdsarealer. I midten er der såvel indgangsparti som arbejdsfaciliteter. Anlæggets samlede areal er lidt under 5.000 kvadratmeter. Bunkeren er beliggende i det tidligere militære Hellebæk Øvelsesterræn lidt nordøst for Hellebæk Avlsgård.